# Phlesirtes brachiatus
Phlesirtes brachiatus är en insektsart som beskrevs av Boris Petrovich Uvarov 1924. Phlesirtes brachiatus ingår i släktet Phlesirtes och familjen vårtbitare. Inga underarter finns listade i Catalogue of Life.